# توم استامسنایدر
توم استامسنایدر (هلندی: Tom Stamsnijder؛ زادهٔ ۱۵ مهٔ ۱۹۸۵) دوچرخه‌سوار اهل هلند است.
از باشگاه‌هایی که در آن رکاب زده‌است می‌توان به تیم سانوب، تیم ترک-سگافردو، تیم لوتوان‌ال–یومبو، تیم دوچرخه‌سواری گرواشتاینر، و تیم دوچرخه‌سواری رابوبانک دولوپمنت اشاره کرد.